# Tunisia ai Giochi della XXX Olimpiade
La Tunisia partecipò ai Giochi della XXX Olimpiade, svoltisi a Londra, Regno Unito, dal 27 luglio al 12 agosto 2012, con una delegazione di 83 atleti impegnati in diciassette discipline.